# Арекипа Реттига
Арекипа Реттига (лат. Arequipa rettigii) — вид кактусов из рода Арекипа.

## Описание
Стебель серо-зелёный, шаровидный, с возрастом цилиндрический, 15—20 см длиной и 7—10 см в диаметр. Рёбра (20) прямые, отчетливо выраженные. Ареолы светло-жёлтые, крупные, войлочные. Радиальные колючки (20—30) прозрачно-белые, тонкие, до 1 см длиной. Центральные колючки (5—10) жёсткие, 2—3 см длиной.
Цветки шарлахово-красные, 5—7 см длиной. Плоды шаровидные.

## Распространение
Арекипа Реттига распространена в Перу (регион Арекипа).